# The Ultimate Death Worship
The Ultimate Death Worship – czwarta płyta norweskiego zespołu Limbonic Art, wydana w 2002 roku.

## Lista utworów
1. "The Ultimate Death Worship" - 7:59
2. "Suicide Commando" - 7:20
3. "Purgatorial Agony" - 3:25
4. "Voyage of the Damned" - 4:40[3]
5. "Towards the Oblivion of Dreams" - 10:07
6. "Last Rite for the Silent Darkstar" - 2:28
7. "Interstellar Overdrive" - 6:04
8. "From the Shades of Hatred" - 6:10
9. "Funeral of Death" - 8:05

## Twórcy
- Vidar Jensen (Daemon) – śpiew, gitara
- Krister Dreyer (Morpheus) – śpiew, gitara, instrumenty klawiszowe

Gościnni
- Attila Csihar – śpiew